# Mario Vargas Llosa
Jorge Mario Pedro Vargas Llosa (Arequipa, 28 maart 1936 – Lima, 13 april 2025) was een Peruaans schrijver. In 1993 verkreeg hij ook de Spaanse nationaliteit. Hij wordt beschouwd als een van de leidende denkers en schrijvers van Latijns-Amerika. Hij kreeg de Nobelprijs voor Literatuur in 2010.

## Leven
Vargas Llosa werd geboren in de afgelegen, zuidelijke stad Arequipa in het gezin van Ernesto Vargas Maldonado en Dora Llosa Ureta, die op het ogenblik van zijn geboorte reeds van elkaar waren gescheiden. Hij ontmoette zijn vader voor het eerst op 10-jarige leeftijd. Vader Vargas wilde hem liever naar een militaire academie sturen, maar de zoon koos voor een opleiding in de literatuur en rechten aan de Nationale Universiteit van San Marcos in de hoofdstad Lima. Tijdens zijn studies ging hij reeds aan de slag als journalist.
In 1959 verhuisde hij naar Parijs om zijn droom van schrijver te worden te realiseren. Hij schreef er zijn eerste roman De Stad en de Honden. De volgende dertig jaar leefde hij afwisselend in Peru en in Europa.
Hij speelde ook een politieke rol. Sinds 1989 voerde Vargas Llosa de vrijheidsbeweging Movimiento Libertad aan. In dat jaar deed hij in de coalitie Democratisch Front (Fredemo) mee aan de gemeentelijke verkiezingen. In 1990 was hij als aanvoerder van deze alliantie kandidaat bij de presidentsverkiezingen, met een sterk liberaal programma. Nadat hij de eerste ronde van de verkiezingen won, verloor hij onverwacht van Alberto Fujimori in de tweede ronde.
In 1994 ontving Vargas Llosa de Cervantesprijs, de belangrijkste literaire prijs in de Spaanstalige wereld. Daarnaast werd hem 43 maal de titel van doctor honoris causa verleend door de meeste bekende universiteiten bijna overal ter wereld, maar niet in Afrika, Azië, Nederland en Scandinavië. In 2010 werd Vargas Llosa de Nobelprijs voor Literatuur toegekend. In 2023 werd hij opgenomen in de Académie française, hoewel hij steeds in het Spaans heeft geschreven.
Vargas Llosa overleed op 13 april 2025 op 89-jarige leeftijd.

## Werk
Vargas Llosa schreef maatschappelijk betrokken romans in een vernieuwende stijl. Het leven wordt beschreven als een nooit aflatende strijd om het bestaan. In het werk van de Peruaan spelen vaak gewelddadige figuren een rol, met name militairen. Tot zijn bekendste romans behoren De Stad en de Honden (1963, een schildering van het leven op een kadettenschool in de jaren 1950) en het meer complexe Het Groene Huis (1965), een 'totale' roman, vol boeiende en bonte verhalen met merkwaardige trieste en komisch handelende personen, waarin op verschillende niveaus een samenleving vol geweld wordt beschreven. Later beoefende hij ook het genre van de literaire misdaadroman. In het autobiografische boek De vis in het water deed Vargas Llosa verslag van zijn politiek avontuur. Tevens schreef hij toneelstukken en essays en was hij journalist en literair criticus.